# Velika mošeja Samara
Velika mošeja v Samari (arabsko جَامِع سَامَرَّاء ٱلْكَبِيْر, latinizirano: Jāmiʿ Sāmarrāʾ al-Kabīr, arabsko مَسْجِد سَامَرَّاء ٱلْ كَبِيْر, latinizirano: Masjid Sāmarrāʾ al-Kabīr ali arabsko ٱلْمَسْجِد ٱلْجَامِع فِي سَامَرَّاء, latinizirano: al-Masjid al-Jāmiʿ fī Sāmarrāʾ, lit.  'Kongregacijska mošeja v Samari') je mošeja iz 9. stoletja našega štetja v Samari v Iraku. Mošejo je dal leta 848 zgraditi in jo dokončal leta 851 abasidski kalif Al-Mutavakil, ki je vladal (v Samari) od leta 847 do 861. V času gradnje je bila to največja mošeja na svetu. Znana je po 52 metrov visokem minaretu, obkroženem s spiralno klančino. Mošeja stoji znotraj 15.058 hektarjev arheološkega mesta Samara, ki je leta 2007 uvrščeno na Unescov seznam svetovne dediščine.

## Zgodovina
Nekaj časa je bila mošeja največja na svetu; njen minaret, stolp Malvija, je spiralni stožec, visok 52 metrov in širok 33 metrov s spiralno rampo. Vladavina Al-Mutavakila je močno vplivala na videz mesta, saj se je zdelo, da je bil ljubitelj arhitekture in tisti, ki je odgovoren za gradnjo velike mošeje Samara. Al-Mutavakil in njegovi najeti delavci ter drugi ljudje s tega območja so to mošejo zgradili z uporabo osmerokotnih stebrov iz žgane opeke, ki so v vogalih vključevali štiri marmorne stebre. Marmorni stebri so bili uvoženi, kar izhaja iz dejstva, da je Al-Mutavakil najel umetnike in arhitekte iz vsega Abasidskega kalifata, da so mu pomagali zgraditi Veliko mošejo. Na seznamu njegovih gradbenih projektov, ki se pojavlja v več različnih različicah, so omenjeni nova kongregacijska mošeja in do dvajset palač v skupni vrednosti med 258 in 294 milijoni dirhamov. Nova kongregacijska mošeja s svojim spiralnim minaretom, zgrajena med letoma 849 (235 po hidžri) in 851 (235 po hidžri), je bila del razširitve mesta proti vzhodu, ki sega v stari lovski park.
Al-Mutavakil je bil umorjen leta 861 in strukture, kot je ta mošeja, je bilo takrat težko pripisati poznejšemu kalifu. Prišlo je do nemirov in desetletnega obdobja težav, vključno z državljansko vojno v letih 865–866. Ta Velika mošeja je bila ena zadnjih zgradb z znanim imenom naročnika v tem obdobju.
Sama mošeja je bila uničena leta 1278 (656 po hidžri), po kana Hulaga invaziji na Irak. Ostala sta le zunanja stena in njen minaret. Vendar je Iraška državna organizacija za starine tesno sodelovala z zgodovinarji in arhitekti v procesu obnove, ki se je začel leta 1956. Ljudi so zadolžili, da obnovijo različne spomenike v Samari, vključno z Veliko mošejo. Obširno so obnovili tako dvorišče mošeje kot tudi spiralni minaret. Prej je v minaretu ostalo samo 6 stopnic in zelo malo popolnih obokov je obdajalo dvorišče.

### Nekdanja mošeja
Mošeja je imela 17 ladij, njene stene pa so bile obložene z mozaikom iz temno modrega stekla. Bila je del razširitve Samare proti vzhodu. Umetnost in arhitektura mošeje sta bili vplivni; štukature v mošeji v cvetličnih in geometrijskih vzorcih predstavljajo zgodnji islamski okras. Mošeja Ibn Tulun v Kairu v Egiptu je v mnogih pogledih temeljila na mošeji Samara in podobno stoji na velikem odprtem prostoru.
V času gradnje so bile še ena pomembna značilnost Samare zaliva velikega kanala Nahravan. To je zagotovilo poplavne ravnice za bogato kmetijsko središče. Na tem območju so lovili tudi malo in srednje veliko divjad. To je obsegalo glavno območje mesta, ki je vsebovalo islamske stavbe, kot so glavna palača in pomožne palače Vazirijev in Omarjev, ter veliko število hiš v stanovanjskem območju. Velika mošeja je bila zgrajena tik izven tega glavnega območja in je postala stalnica prebivalcev Samare, pa tudi obiskovalcev in tujcev. Ta projekt, skupaj z drugimi Al-Mutavakilovimi projekti, je spremenil mesto Samara iz srednje velikega središča v ogromno mesto, ki ga vidimo danes.
Velika mošeja v Samari je bila v veliki meri uničena po invaziji na Irak v 13. stoletju, po kateri se ni več uporabljala. Mošeja, ki je bila že v porušenem stanju, je utrpela dodatno škodo leta 2005, ko je bil delno uničen tudi večinoma nedotaknjen minaret - eden redkih ohranjenih delov. Ta je padel zaradi uporabe sodobne tehnologije in bombardiranja, ki se je zgodilo. Ta bombni napad so izvedli uporniki v Samari. Obstaja veliko zgodb, zakaj se je to zgodilo, vendar resnica večinoma ostaja neodkrita. Po tem bombnem napadu so potekale prenove, da bi mošeji vrnili nekdanji sijaj.
- Tloris mošeje
- Celoten pogled iz zraka na mošejo s svetiščem Al-Askari v ozadju
- Stranski pogled na steno
- Stena mošeje in minaret

## Arhitektura

### Postavitev
Glavno strukturo mošeje obdaja zid iz žgane opeke na zunanjem robu, vključno s štiriinštiridesetimi polkrožnimi stolpi, ki podpirajo strukturo. Zunanja stena vključuje osemindvajset oken. Štiriindvajset jih je obrnjenih proti jugovzhodni strani, kibli. Za vsako ladjo je eno okno, razen mihraba. Stavba ima skupno šestnajst vrat, ki omogočajo dostop. Notranjost mošeje predstavlja veliko dvorišče, ki ga z vseh strani obdajajo pokriti prehodi. Molitvena dvorana je imela velik mihrab, uokvirjen kot lok. V središču dvorišča je bil vodnjak, ki je bil pokrit in okrašen z marmornimi ploščicami in mozaiki. Ta vodnjak naj bi bil izklesan iz enega velikega kamna (imenovanega kasat al-fir'awn ali faraonova skodelica) in so ga na to območje prinesli sloni. Zgradil ga je kalif al-Vathik. Tradicionalno dvorišče mošeje je bilo kvadratno, vendar je Velika mošeja Samare upodabljala pravokotno dvorišče, obdano s tema dvema slojema zidov. Zgodovinarji in arhitekti vedo, da so stene mošeje prekrite z zastekljenimi ali steklenimi ploščami. Te bi bile v tradicionalnih modrih, belih in zlatih barvah, ki se uporabljajo v mnogih drugih mošejah. Fragmente teh plošč so našli arheologi, ki so delali na mošejah. Notranjost mošeje ima strope z višino 11 metrov s skupno 464 stebri, ki podpirajo ta strop iz žgane opeke. Notranjost je večinoma preprosta in v središču je bil močan temelj, postavljen z neprekinjeno opečno ploščo, ki drži skupaj te stebre.

### Minaret
Al-Minārat al-Malwiyyah (arabsko ٱلْمِنَارَة ٱلْمَلْوِيَّة, latinizirano: »Zvit minaret« ali »Minaret polžje školjke«) je bil prvotno povezan z mošejo z mostom. Minaret ali stolp je bil zgrajen v letih 848–852 iz peščenjaka in je edinstven med drugimi minareti zaradi svoje naraščajoče spiralne stožčaste zasnove. 52 metrov visok in 33 metrov širok na dnu spirale vsebuje stopnice, ki segajo do vrha.
Zaradi višine Malvija se je praktično uporabljal za adhan (poziv k molitvi). Viden je s precejšnje razdalje na območju okoli Samare in je zato morda zasnovan kot močna vizualna izjava o prisotnosti islama v dolini Tigrisa.
Nekateri trdijo, da edinstvena spiralna oblika minareta izhaja iz arhitekture mezopotamskih ziguratov. Ta zasnova, dokončana pod vodstvom al-Mutavakila, je bila drugačna od drugih minaretov, ustvarjenih v tem času, ali karkoli drugega v islamskem svetu zaradi oblike njegove baze. Mezopotamski zigurati so imeli kvadratno osnovo, medtem ko imajo ta minaret in drugi, podobni njemu zgrajeni v Iraku, krožno osnovo z zavito spiralo, ki vodi do vrha. Nekateri menijo, da je vpliv Gorovega stebra, ki je bil prav tako kvadraten in ne okrogel, zgrajen v Sasanidskem cesarstvu, izrazitejši. Ta slog spiralnega minareta je nato ponovil kalif Abu Dulaf za svojo mošejo (prav tako v Samari). Ti minareti postanejo osrednja točka obzorja v katerem koli mestu in kličejo k pozornosti in molitvi. Nekateri sodobni učenjaki, vključno z Richardom Ettinghausenom, Olegom Grabarjem in Jonathanom Bloomom, so spodbijali in zavrnili te prejšnje teorije, ki so domnevale, da so te helikoidne minarete navdihnili starodavni mezopotamski zigurati.
Leta 2005 je bil bombardiran vrh minareta Malvija. Ameriške sile so v svoji invaziji na državo uporabile minaret kot ostrostrelski stolp, preden je bil uničen.

### Strukture
Spiralna oblika minareta je navdihnila dobitnika Pritzkerjeve nagrade za arhitekturo Philipa Johnsona za zasnovo kapele zahvalnosti leta 1976 na trgu zahvalnosti v Dallasu v Teksasu v Združenih državah. Minareti ugledne emiratske mošeje, mošeje šejka Khalife v Al Ainu, so bili prav tako navdihnjeni s tem minaretom. Vpliv minareta in dvorišča mošeje je viden v teh krajih, pa tudi v sodobnih mošejah.

## Galerija
- Mošeja Malvija, Samara, Irak
- Mošeja Malvija, Samara, Irak
- Minaret mošeje Abu Dulaf, prav tako v Samari v Iraku
- Minaret mošeje Ibn Tuluna v Kairu, Egipt